# Meet the Stewarts
Meet the Stewarts is een Amerikaanse romantische komedie uit 1942, geregisseerd door Alfred E. Green en met William Holden en Frances Dee in de hoofdrollen. Dit was Holdens laatste film voordat hij in militaire dienst ging tijdens de Tweede Wereldoorlog. Hij kreeg een tijdelijk uitstel van zijn dienstplicht om de filmopnames te voltooien. De werktitel van de film was Something Borrowed. 

## Verhaal
Een socialite die gewend is aan luxe, moet leren leven van het salaris van haar middenklasse-echtgenoot.

## Rolverdeling
- William Holden als Michael "Mike" Stewart
- Frances Dee als Candace "Candy" Goodwin
- Grant Mitchell als Mr. Goodwin
- Marjorie Gateson als Mrs. Goodwin
- Anne Revere als Geraldine Stewart
- Roger Clark als Ted Graham
- Danny Mummert als John Goodwin
- Ann Gillis als Jane Goodwin
- Margaret Hamilton als Willametta
- Don Beddoe als Taxichauffeur
- Mary Gordon als Mrs. Stewart
- Edward Gargan als Verhuizer
- Tom Dugan als Verhuizer